# Jenkovce
Jenkovce é um município da Eslováquia, situado no distrito de Sobrance, na região de Košice. Tem 14,86 km² de área e sua população em 2018 foi estimada em 436 habitantes.

## Demografia
| Ano:        | 1994 | 2004   | 2014   | 2024   |
| ----------- | ---- | ------ | ------ | ------ |
| Broj ljudi: | 416  | 429    | 449    | 407    |
| Razlika:    |      | +3,12% | +4,66% | -9,35% |

| Ano:               | 2023 | 2024   |
| ------------------ | ---- | ------ |
| Número de pessoas: | 410  | 407    |
| Diferença:         |      | -0,73% |